# Râul Giula
Râul Giula este un curs de apă, afluent al râului Borșa. 